# Perlada europea
La perlada europea (Brenthis ino) és una espècie de lepidòpter papilionoïdeu de la família dels nimfàlids (Nymphalidae) present als Països Catalans.

## Distribució
Es distribueix per Europa, Turquia, major part d'Àsia temperada, Urals polars, Sakhà i Japó. A la península Ibèrica es troba a la Serralada Cantàbrica, Burgos, Serra de la Demanda, Pirineus, Conca i Terol.

## Hàbitat
Zones humides amb flors, protegides per arbustos i bosc obert, normalment prop de rius o àrees pantanoses i torberes de vessants de muntanya. L'eruga s'alimenta preferentment de Filipendula ulmaria, encara que també es pot alimentar de Filipendula petalata, Rubus chamaemorus, Rubus idaeus, Aruncus dioecus i Sanguisorba officinalis.

## Període de vol i hibernació
Una generació a l'any entre juny i agost, depenent de la temporada, l'altitud i la latitud. Hibernació com a ou o larva jove.